# 대한민국 제7대 대통령 선거 부산시
이 문서는 대한민국 제7대 대통령 선거의 부산시 지역 개표 결과이다.

## 개표 결과

### 중구
|  | 55.82% |

|  | 43.68% |

|  | 0.24% |

|  | 0.19% |

|  | 0.05% |

### 서구
|  | 57.26% |

|  | 41.89% |

|  | 0.40% |

|  | 0.34% |

|  | 0.08% |

### 동구
|  | 53.14% |

|  | 46.06% |

|  | 0.44% |

|  | 0.27% |

|  | 0.06% |

### 영도구
|  | 52.84% |

|  | 46.36% |

|  | 0.35% |

|  | 0.34% |

|  | 0.08% |

### 부산진구 갑
|  | 56.23% |

|  | 43.01% |

|  | 0.36% |

|  | 0.28% |

|  | 0.10% |

### 부산진구 을
|  | 54.44% |

|  | 44.88% |

|  | 0.32% |

|  | 0.26% |

|  | 0.06% |

### 동래구 갑
|  | 59.67% |

|  | 39.62% |

|  | 0.34% |

|  | 0.25% |

|  | 0.09% |

### 동래구 을
|  | 55.14% |

|  | 44.15% |

|  | 0.32% |

|  | 0.28% |

|  | 0.09% |

## 전체 결과
|  | 55.65% |

|  | 43.61% |

|  | 0.36% |

|  | 0.28% |

|  | 0.08% |

민주공화당 박정희 후보가 55.65%의 득표를 기록하면서 부산시에서 승리를 거두었다. 이로써 박정희 후보는 3번의 대선에서 부산시에서 3연승을 거두었다.
신민당 김대중 후보는 43.61%의 득표율로 2위를 차지했다.

### 주요 후보 결과
| 지역        | 박정희 | 박정희 | 김대중 | 김대중 |
| 지역        | 득표수 | 득표율 | 득표수 | 득표율 |
| ----------- | ------ | ------ | ------ | ------ |
| 중구        | 25,440 | 55.82% | 19,909 | 43.68% |
| 서구        | 68,679 | 57.26% | 50,249 | 41.89% |
| 동구        | 49,034 | 53.14% | 42,504 | 46.06% |
| 영도구      | 34,993 | 52.84% | 30,703 | 46.36% |
| 부산진구 갑 | 63,747 | 56.23% | 48,761 | 43.01% |
| 부산진구 을 | 63,062 | 54.44% | 51,991 | 44.88% |
| 동래구 갑   | 47,973 | 59.67% | 31,853 | 39.62% |
| 동래구 을   | 33,071 | 55.14% | 26,482 | 44.15% |

민주공화당 박정희 후보가 부산시 전 지역에서 승리를 거두었다. 특히 박정희 후보는 지난 대선에 이어서 모든 지역에서 과반이 넘는 득표율을 기록하는데 성공했다.
신민당 김대중 후보는 전 지역에서 패배를 기록하였지만 전 지역에서 40%에 근접한 득표율을 기록하면서 지난 대선 당시 윤보선 후보가 기록한 득표율보다 더 나은 성적을 보여주었다.

## 같이 보기
- 대한민국 제7대 대통령 선거